# Pietro I di Savoia
Pietro I di Savoia (1047 circa – 9 agosto 1078), fu marchese di Torino, conte di Savoia e conte d'Aosta e Moriana, dal 1057 alla sua morte.

## Origine
Pietro, secondo lo storico Samuel Guichenon, nel suo Histoire généalogique de la royale maison de Savoie, era il figlio primogenito del Conte di Moriana, d'Aosta e del Chiablese, Oddone e della margravia di Torino e di Susa, Adelaide, che discendeva dalla famiglia degli Arduinici, e secondo Samuel Guichenon, era figlia del margravio di Torino e Susa, Olderico Manfredi II e della contessa Berta degli Obertenghi, che secondo lo storico Ludovico Antonio Muratori era figlia di Oberto II, margravio di Milano, di Tortona e di Genova.
Oddone di Savoia era il figlio quartogenito del Conte di Moriana e del Chiablese, Umberto I Biancamano e di Ancilia od Ancilla d'Aosta, come ci viene confermato dal documento n° XXVII de Il conte Umberto I (Biancamano) e il re Ardoino: ricerche e documenti.

## Biografia
Sua madre, Adelaide di Susa, era al suo terzo matrimonio, avendo sposato in prime nozze, Ermanno duca di Svevia (1014 – 1038), che, secondo il Chronicon Ottonis Frisingensis, era il secondo figlio di Gisella di Svevia ed Ernesto I duca di Svevia e figliastro dell'imperatore Corrado II il Salico, terzo marito di Gisella; ed in seconde nozze, come ci viene confermato da una donazione al monastero di S. Antonino (Henricus marchio filius quondam Wilielmi similiter marchioni et Adalena comitissa jugales), riporta da Il conte Umberto I (Biancamano) e il re Ardoino: ricerche e documenti, si sposò in seconde marchese del Monferrato, Enrico, figlio del marchese del Monferrato, Guglielmo III, come ci viene confermato dal documento nº 1 de Le carte della prevostura d'Oulx raccolte e riordinate cronologicamente fino al 1300 (Heynricus marchio filius quondam Uuilielmi similique marchioni), e della moglie Waza.
Pietro lo troviamo citato, per la prima volta, nel documento n° XXVII de Il conte Umberto I (Biancamano) e il re Ardoino: ricerche e documenti (Petrus marchio filius Odonis marchionis et commitissæ ataeldae).
Alla morte del nonno paterno, Umberto, tra il 1047 ed il 1048, suo zio Amedeo, il primogenito, gli succedette in tutti i suoi titoli.
Dopo la morte dello zio, Amedeo, avvenuta dopo il 12 dicembre 1051, inumato, secondo Samuel Guichenon, nella cattedrale di San Giovanni di Moriana, siccome il figlio primogenito di Amedeo, suo cugino Umberto, era premorto al padre ed il secondogenito, Aimone era un ecclesiastico (forse, anche lui premorto al padre) i suoi titoli passarono a suo padre, Oddone.
Secondo il documento n° VII de Le carte della prevostura d'Oulx raccolte e riordinate cronologicamente fino al 1300, datato 1057, suo padre, Oddone, e sua madre, Adelaide, assieme ai figli Pietro, Amedeo e le figlie (Oddo et uxor mea Adalaicis et filii mei Petrus Admedeus et filie mee), fecero una donazione alla chiesa di Oulx.
Pietro divenne Conte di Moriana e Conte d'Aosta nel 1057, alla morte del padre, Oddone, che morì giovane, probabilmente nel 1057, secondo il Regesta comitum Sabaudiae, morì a Torino il 19 gennaio (XIV Kal Feb depositio Dnis Oddonis Marchionis) (invece, secondo lo storico C. W. Previté-Orton, nel suo The early history of the house of Savoy (1000-1233), morì il 21 maggio 1060) e lasciò tutti i figli pressoché bambini affidati alla reggenza della moglie poco più che quarantenne; tutt'oggi la salma di Oddone riposa nella Cattedrale di San Giovanni Battista a Torino.
Pietro governò solo nominalmente, in quanto il potere era retto dalla madre Adelaide che, oltre che al marito, sopravvisse anche ai figli e mantenne di fatto il potere, reggente prima per i figli, Pietro e Amedeo, poi per il nipote, Umberto, fino alla morte, avvenuta nel 1091.
Il documento nº 16 del Peter der Zweite, Graf von Savoyen, Markgraf in Italien ci documenta che nel 1064 Adelaide conduceva il governo assieme al figlio, Pietro, infatti il documento viene firmato dal figlio e dalla madre (Dominus Petrus Marchio filius quond. bonæ memoriæ Oddonis marchionis simul cum domina Adheleida comitissa matre sua).
Le poche notizie che abbiamo indicano che ebbe una controversia con il vescovo di Asti per il possesso di La Vezza, conclusasi pacificamente.
Secondo lo storico C. W. Previté-Orton nel suo The early history of the house of Savoy (1000-1233), Pietro ebbe anche alcune scaramucce armate, d'accordo con il vescovo di Torino, Cuniberto, contro i frati della badia di San Michele della Chiusa.
Nel luglio del 1078, Pietro, con la madre, Adelaide ed il fratello, Amedeo, fece una donazione alla badia della Novalesa, come riporta Il conte Umberto I (Biancamano) e il re Ardoino: ricerche e documenti, ed è probabilmente l'ultimo documento in cui compare.
Secondo lo storico e genealogista ungherese Szabolcs de Vajay, nel suo Estudios Genealogicos, Heraldicos Y Nobiliarios, quando parla della regina Berta d'Aragona, accenna che la morte di Pietro sia stata violenta (non consultato); la morte di Pietro è avvenuta il 9 agosto 1078.
Alla morte di Pietro fu posta la questione della successione tra la figlia, Agnese ed il fratello, Amedeo; pare che la questione fu risolta seguendo la legge salica, come accenna anche lo storico Domenico Carutti ne Il conte Umberto I (Biancamano) e il re Ardoino: ricerche e documenti; il successore di Pietro, nei suoi titoli fu il fratello, Amedeo II.
La morte di Pietro è confermata da due documenti del Peter der Zweite Graf von Savoyen, Markgraf in Italien, sein Haus und seine Lande, Vol. IV: il nº 17, in cui è asserito che il 26 ottobre 1078 Agnese è vedova di Pietro (Agnes filia Guilielmi Pictavensis comitis et relicta olim nob. marchionis Petri) ed il nº 18, inerente ad una donazione del 1079, fatta dalla madre, Adelaide di Susa, dove viene citata la nuora, Agnese, figlia di Guglielmo VII e vedova di Pietro I (Agnetis comitissæ, filiæ Wilelmi comitis et relictæ quondam Petri marchionis).

## Matrimonio e discendenza
Pietro aveva sposato, nel 1064, Agnese di Poitou (o Agnese d'Aquitania), figlia del conte e duca d'Aquitania, Guglielmo VII, come ci viene confermato da Samuel Guichenon; il documento n° CCX, datato 1083 del Regesta comitum Sabaudiae -Agnes comitissa f.(filia) q.(quondam) Willelmi comitis et relicta q. domini Petri marchionis- ci conferma che Agnese era vedova ed era figlia di Guglielmo VII di Aquitania, in quanto in quell'anno Guglielmo VIII di Aquitania era ancora in vita, mentre Guglielmo VI di Aquitania era morto da circa 45 anni e difficilmente poteva essere il padre di Agnese, che nel 1083 aveva circa 35 anni; la moglie di Guglielmo VII era Ermesinda, di cui non si conoscono gli ascendenti (secondo lo storico francese), specializzato nella genealogia dei personaggi dell'Antichità e dell'Alto Medioevo, Christian Settipani era la figlia di Bernardo II, Conte de Bigorre e della sua prima moglie, Clémence).
Pietro da Agnese ebbe due o tre figlie:
- Agnese di Savoia[25] (1065-1110), contessa di Torino, andata sposa nel 1080 a Federico di Montbéliard (†1091), margravio di Torino (Agnes filia Petri marchionis et relicta olim Friderici)[26];
- Alice (1065- dopo il 1099), andata sposa a Bonifacio del Vasto, marchese di Savona, come ci viene confermato dal documento nº 3 del Regesto dei Marchesi di Saluzzo (1091-1340)[27];
- Berta (1075-1111), che, nel 1097, sposò il re d'Aragona, re di Pamplona e conte di Sobrarbe e Ribagorza, Pietro I[28].

## Ascendenza
|                      |                     |                                 | Genitori                  |  |  | Nonni |  |  | Bisnonni            |  |  | Trisnonni |  |
|                      |                     |                                 |                           |  |  |       |  |  | Beroldo di Sassonia |  |  | …         |  |
|                      |                     |                                 |                           |  |  |       |  |  | Beroldo di Sassonia |  |  | …         |  |
|                      |                     | …                               |                           |  |  |       |  |  | Beroldo di Sassonia |  |  |           |  |
| Umberto I Biancamano |                     |                                 |                           |  |  |       |  |  | Beroldo di Sassonia |  |  |           |  |
|                      |                     | Caterina di Schiren             | …                         |  |  |       |  |  |                     |  |  |           |  |
|                      |                     | Caterina di Schiren             | …                         |  |  |       |  |  |                     |  |  |           |  |
|                      |                     | Caterina di Schiren             | …                         |  |  |       |  |  |                     |  |  |           |  |
| Oddone di Savoia     |                     | Caterina di Schiren             |                           |  |  |       |  |  |                     |  |  |           |  |
|                      |                     | …                               | …                         |  |  |       |  |  |                     |  |  |           |  |
|                      |                     | …                               | …                         |  |  |       |  |  |                     |  |  |           |  |
|                      |                     | …                               | …                         |  |  |       |  |  |                     |  |  |           |  |
| Ancilla del Vallese  |                     | …                               |                           |  |  |       |  |  |                     |  |  |           |  |
|                      |                     | …                               | …                         |  |  |       |  |  |                     |  |  |           |  |
|                      |                     | …                               | …                         |  |  |       |  |  |                     |  |  |           |  |
|                      |                     | …                               | …                         |  |  |       |  |  |                     |  |  |           |  |
| Pietro I di Savoia   |                     | …                               |                           |  |  |       |  |  |                     |  |  |           |  |
|                      | Olderico Manfredi I | Arduino il Glabro               |                           |  |  |       |  |  |                     |  |  |           |  |
|                      | Olderico Manfredi I | Arduino il Glabro               |                           |  |  |       |  |  |                     |  |  |           |  |
|                      | Olderico Manfredi I | …                               |                           |  |  |       |  |  |                     |  |  |           |  |
| Olderico Manfredi II | Olderico Manfredi I |                                 |                           |  |  |       |  |  |                     |  |  |           |  |
|                      |                     | Prangarda di Canossa            | Adalberto Atto di Canossa |  |  |       |  |  |                     |  |  |           |  |
|                      |                     | Prangarda di Canossa            | Adalberto Atto di Canossa |  |  |       |  |  |                     |  |  |           |  |
|                      |                     | Prangarda di Canossa            | Ildegarda dei Supponidi   |  |  |       |  |  |                     |  |  |           |  |
| Adelaide di Susa     |                     | Prangarda di Canossa            |                           |  |  |       |  |  |                     |  |  |           |  |
|                      |                     | Oberto II (Margravio di Milano) | Oberto I di Milano        |  |  |       |  |  |                     |  |  |           |  |
|                      |                     | Oberto II (Margravio di Milano) | Oberto I di Milano        |  |  |       |  |  |                     |  |  |           |  |
|                      |                     | Oberto II (Margravio di Milano) | Guilla di Bonifazio       |  |  |       |  |  |                     |  |  |           |  |
| Berta di Milano      |                     | Oberto II (Margravio di Milano) |                           |  |  |       |  |  |                     |  |  |           |  |
|                      |                     | …                               | …                         |  |  |       |  |  |                     |  |  |           |  |
|                      |                     | …                               | …                         |  |  |       |  |  |                     |  |  |           |  |
|                      |                     | …                               | …                         |  |  |       |  |  |                     |  |  |           |  |
|                      |                     | …                               |                           |  |  |       |  |  |                     |  |  |           |  |

### Fonti primarie
- (LA)  Monumenta Germaniae Historica, Scriptores (in Folio) (SS), tomus XX
- (LA)  Le carte della prevostura d'Oulx raccolte e riordinate cronologicamente fino al 1300
- (IT, LA)  Il conte Umberto I (Biancamano) e il re Ardoino: ricerche e documenti
- (LA)  Regesta comitum Sabaudiae
- (LA)  Antiquitates Italicæ medii ævi
- (LA)  Anales De La Corona De Aragon, Volume 1
- (LA)  Regesto dei Marchesi di Saluzzo (1091-1340), doc. 3, pag 2
- (LA)  Peter der Zweite, Graf von Savoyen, Markgraf in Italien
- (LA)  Chronicon Santi Maxentii Pictavinis, Chroniques des Eglises d´Anjou.

### Letteratura storiografica
- (FR)  Histoire de Savoie, d'après les documents originaux,... par Victor... Flour de Saint-Genis. Tome 1
- (FR)  Histoire généalogique de la royale maison de Savoie, justifiée par titres, ..par Guichenon, Samuel
- (EN)  The early history of the house of Savoy (1000-1233)